# Gärdslätts missionsförsamling
Gärdslätts missionsförsamling (tidigare Gärdslätts fria församling), var en församling i Gärdslätt, Rinna som bildades 1915. Församlingen uppgick 1988 i Väderstadortens ekumeniska församling.

## Historik
Gärdslätts missionsförsamling historia börjar redan i april 1878 då åtta personer beslutade att ett bönehus skulle uppföras på Gärdslätt Skattegårds ägor i Rinna socken. Den 30 november 1915 bildades Gärdslätts fria församling. Till ordförande valdes Karl Arnell tillsammans med 17 medlemmar. År 1916 bildades inom Blåbandsföreningen en sång och musikförening som ansvarade för musikverksamheten i församlingen. 1918 övergick sång och musikförening till församlingen. Samma år bildades en ungdomsförening och 1913 en juniorförening. 1936 bytte församlingen namn till Gärdslätts missionsförsamling. Den 1 februari 1988 slogs församlings samman med Kumla missionsförsamling och Väderstads baptistförsamling som bildade Väderstadortens ekumeniska församling.

## Ordförande
- 1915 - Karl Arnell

## Kyrkor
- Gärdslätts missionshus